# Hans Schleier
Hans Schleier (* 20. Januar 1931 in Breslau; † 26. April 2018 in Leipzig) war ein deutscher Historiker.
Schleier studierte von 1952 bis 1956 Geschichte an der Universität Leipzig und wurde 1963 bei Ernst Engelberg mit einer Arbeit über Sybel und Treitschke zum  Dr. phil. promoviert. Die Habilitation zum Dr. sc. phil. folgte 1974 mit der Arbeit Die bürgerliche deutsche Geschichtsschreibung der Weimarer Republik.
Von 1956 bis 1991 war Schleier wissenschaftlicher Mitarbeiter am Zentralinstitut für Geschichte der Akademie der Wissenschaften der DDR. Er redigierte eine 1965 herausgegebene Arbeit von Joachim Streisand.
Nach der Wende war Schleier im Wissenschaftler-Integrations-Programm und hatte in den Wintersemestern zwischen 1990 und 1994 Gastprofessuren und Lehrstuhlvertretungen in Bielefeld und Düsseldorf inne.
1980–2000 war Schleier Mitglied des Büros der internationalen Kommission Geschichte und Theorie der Geschichtswissenschaft beim Comité International des Sciences Historiques, danach Kommissionsmitglied. 1973 und 1990 war er Redaktionsmitglied beim Jahrbuch der Geschichte und 1982, 1991 der Storia della Storiografia (Geschichte der Geschichtsschreibung). Ab 1990 gab er die Fundamenta Historica mit heraus sowie ab 1992 Wissen und Kritik. Texte und Beiträge zur Methodologie des historischen und theologischen Denkens seit der Aufklärung.

## Schriften (Auswahl)
- Die bürgerliche deutsche Geschichtsschreibung der Weimarer Republik. I. Strömungen – Konzeptionen – Institutionen. II. Die linksliberalen Historiker, Pahl-Rugenstein, Köln 1975.
- Karl Lamprecht. Alternative zu Ranke. Schriften zur Geschichtstheorie. Hrsg. und mit einem Essay: Der Kulturhistoriker Karl Lamprecht, der „Methodenstreit“ und die Folgen, Reclam, Leipzig 1988 (= RUB. Bd. 1256).
- Geschichte der deutschen Kulturgeschichtsschreibung. Band 1: Vom Ende des 18. bis Ende des 19. Jahrhunderts (= Wissen und Kritik. Bd. 24.1), 2 Bde., Hartmut Spenner, Waltrop 2002, ISBN 978-3-933688-76-7.